# Ані Лорак (альбом)
«Ані Лорак» — сьомий альбом української співачки Ані Лорак, випущено 2004 року на студії Lavina Music. За результатами продажів в Україні альбом отримав статус «золотого». 
Пісня з нього «Три звичних слова» визнана найкращою піснею 2004 року в конкурсі «Золота жар-птиця», а пісня «Мрій про мене» — найкращою піснею 2004 року в конкурсі «Золотий грамофон». 

## Список пісень
1. «Мрій про мене»
2. «Мої бажання»
3. «Анюта»
4. «Шукаю я »
5. «Тара-ріка»
6. «Я кохаю»
7. «Три звичних слова»
8. «Напишу листа»
9. «Без тебе»
10. «Історія кохання»
11. «Анюта» (remix)
12. «Не пара ми»
13. «Мрій про мене» (remix)